# Hoffmanns äventyr

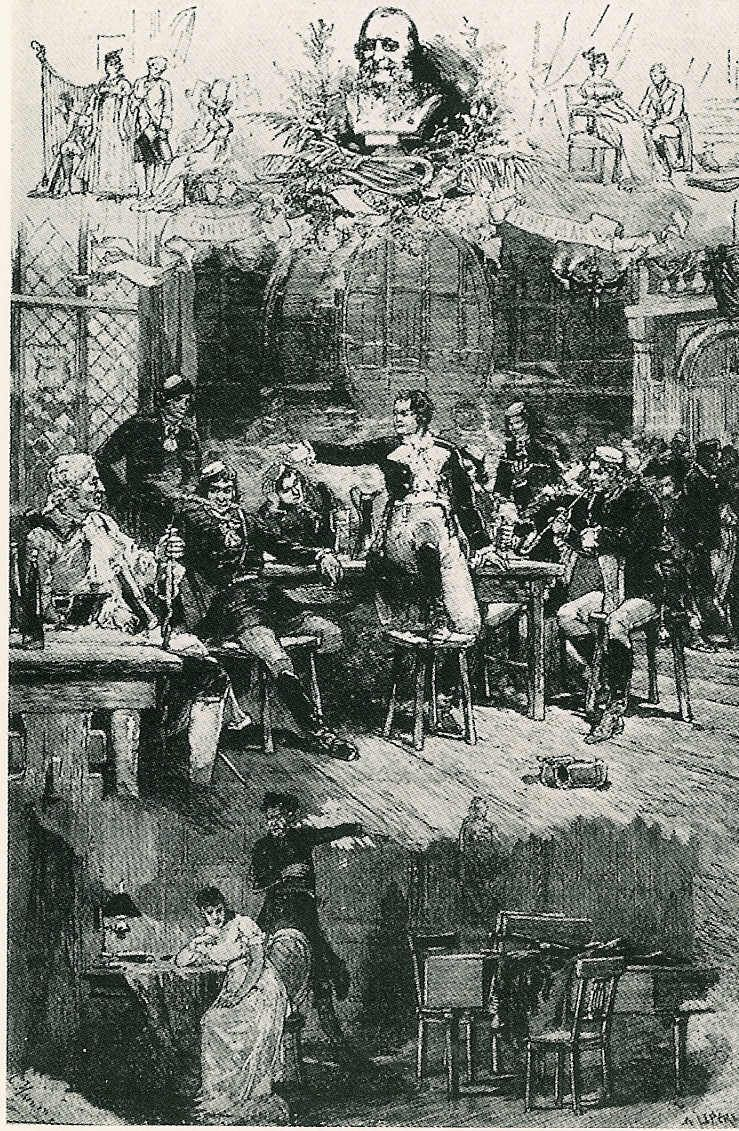
Bilder från urpremiären

Hoffmanns äventyr (franska: Les Contes d'Hoffmann) är en fransk opera fantastique i tre akter med prolog och epilog med musik av Jacques Offenbach. Libretto av Jules Barbier och Michel Carré efter tre berättelser av den tyske författaren E.T.A. Hoffmann: Der Sandmann, Rath Krespel och Das verlorene Spiegelbild.

## Historia
Offenbach är mest känd som operettkompositör och Hoffmanns äventyr blev hans enda opera. Hoffmanns äventyr är inspirerad av den romantiske tyske författaren och kompositören E.T.A. Hoffmanns liv. Barbier och Carré hade redan 1851 skrivit en pjäs om författarens liv (Les Contes fantastique d'Hoffmann). Offenbach såg pjäsen på Odéon Theatre i Paris samma år och kunde inte glömma den, trots att det skulle gå över 20 år innan han gjorde något av den. Efter att ha återvänt från en turné till USA 1876 fick Offenbach veta att Barbier hade omarbetat pjäsen och att tonsättaren Hector Salomon var i färd med att tonsätta den. Salomon överlät emellertid uppgiften till Offenbach. Arbetet framflöt sakta och avbröts flera gånger på grund av kompositörens engagemang i andra åtaganden av mer lättsam karaktär. Liksom figuren Antonia i berättelsen hade Offenbach en föraning om att han skulle dö innan verket var fullbordat.
Offenbach hade för vana att låta den slutliga utformningen av ett verk vänta tills efter premiären och de närmast följande föreställningarna. Från början skulle premiären ha ägt rum 1877 men måste uppskjutas flera gånger, bland annat därför att Théâtre Lyrique, som hade antagit operan, gjorde konkurs. 
Berättelserna i operan består av följande verk av E.T.A. Hoffmann:
- Akt I (Olympia): "Der Sandmann"[4] från Nachtstücke (1817); hjälten heter Nathanel och möter fysikern Spallanzanni och optikern Coppelius. Sigmund Freud hänvisar till detta i sin studie av Das Unheimliche.

- Akt II (Antonia): "Der Magnetiseur" och "Rath Krespel" ("Councillor Krespel",[5] på engelska också känd som "The Cremona Violin")[6] 1818.[7] är hämtad från Die Serapionsbrüder (1819); berättaren kallas för "studenten" och Antonias fästman är "kompositör B".

- Akt III (Giulietta): "Abenteuer in der Silvesternacht" är hämtad från Fantasiestücke in Callots Manier (1814) och från fjärde kapitlet av Die Geschichte vom verlorenen Spiegelbild; hjälten Erasmus Spikher möter Peter Schlemihl, huvudperson i Adelbert von Chamissos verk Peter Schlemihls wundersame Geschichte (1814)

Hänvisningar görs också till andra Hoffmann-verk som i “Kleinzach-sången” (akt I) som skissar ett makabert porträtt av hjälten från en novell av Hoffmann: (Klein Zaches, genannt Zinnober, 1818). Karaktären Pittichinaccio återfinns i novellen Signor Formica (i Die Serapionsbrüder). Slutligen tillägnade Hoffmann ett kapitel i Fantasiestücke in Callots Manier till Don Giovanni av Mozart, i vilken sångerskan som tolkar Donna Anna dör efter att ha sjungit för mycket, vilket hänvisar till den roll som sångerskan Stella spelar (akterna I och V), men även Antoinias död (akt III).

## Premiär
Den 18 maj 1879 höll Offenbach en privat konsert i sitt hem på 8 Boulevard des Capucines där han presenterade delar av operan för cheferna för Opéra-Comique (Léon Carvalho) i Paris och Wiener Hofoper (Franz von Januer). Madame Franck-Duvernoy sjöng sopranrollerna, Auguez var Hoffmann (baryton) och Émile-Alexandre Taskin de fyra skurkrollerna. Edmond Duvernoy spelade pinao och en kör dirigerades av Albert Vizentini. Båda operacheferna ville få rättigheterna men i slutändan gav Offenbach dem till Carvalho på Opéra-Comique, där man i enlighet med opéra comique-genrens regler ville ha talad dialog. Offenbach fortsatte arbeta på operan under hela 1880 och närvarade vid flera repetitioner. Den 5 oktober 1880 avled han med manuskriptet i hand utan att ha fullbordat operan, endast fyra månader före premiären. Kort innan han dog skrev han till Léon Carvalho: 
"Hâtez-vous de monter mon opéra. Il ne me reste plus longtemps à vivre et mon seul désir est d'assister à la première."
("Skynda på att sätta upp min opera. Jag har inte lång tid kvar och min enda önskan är att närvara vid premiären.")
Familjen Offenbach bad Ernest Guiraud, som också hade bearbetat Carmen, att fullborda partituret så att premiären äntligen kunde äga rum 10 februari 1881 på Opéra-Comique. Det skedde dock utan tredje akten (Giuliettaakten, den nuvarande fjärde akten), som operachefen tyckte var för tråkig, och den berömda "Barkarollen" förlades till Antoniaakten. Kort därpå sattes operan upp i en fyraktsversion med recitativ på Ringtheater i Wien, där den mottogs med jubel, men den andra föreställningen den 7 december 1881 slutade i en av teaterhistoriens största katastrofer: Ringtheater, där operan uppfördes, började brinna och flera hundra personer omkom. Det var först Gustav Mahler som vågade sätta Hoffmanns äventyr på repertoaren igen. Han var för övrigt den förste som satte in tredje akten. 
Operan framfördes för 100:a gången på Salle Favart den 15 december 1881. En brand på Opéra-Comique 1887 förstörde orkestermaterialet och den spelades i Paris först 1893, då på Salle de la Renaissance du Théâtre-Lyrique, där den framfördes 20 gånger. En nyuppsättning av Albert Carré (inklusive Giuliettaakten) iscensattes på Opéra-Comique 1911 med Léon Beyle i titelrollen och med Albert Wolff som dirigent. Den uppsättningen höll sig kvar på repertoaren ända till andra världskriget och spelades 700 gånger. Efter en inspelning gjord på Opéra-Comique i mars 1948 skapade Louis Musy den första efterkrigsuppsättningen i Paris dirigerad av André Cluytens. Parioperan satte upp verket i oktober 1974, regisserad av Patrice Chéreau och med Nicolai Gedda i titelrollen
Utanför Frankrike sattes verket upp 1882 i Genève, Budapest, Hamburg, New York och Mexico City; 1883 i Wien (Theater an der Wien), Prag och Antwerpen; och 1884 i Lviv och Berlin. Lokala premiärer förekom 1894 i Buenos Aires, 1899 i Sankt Petersburg, 1905 i Barcelona och 1910 i London.

### Svensk premiär

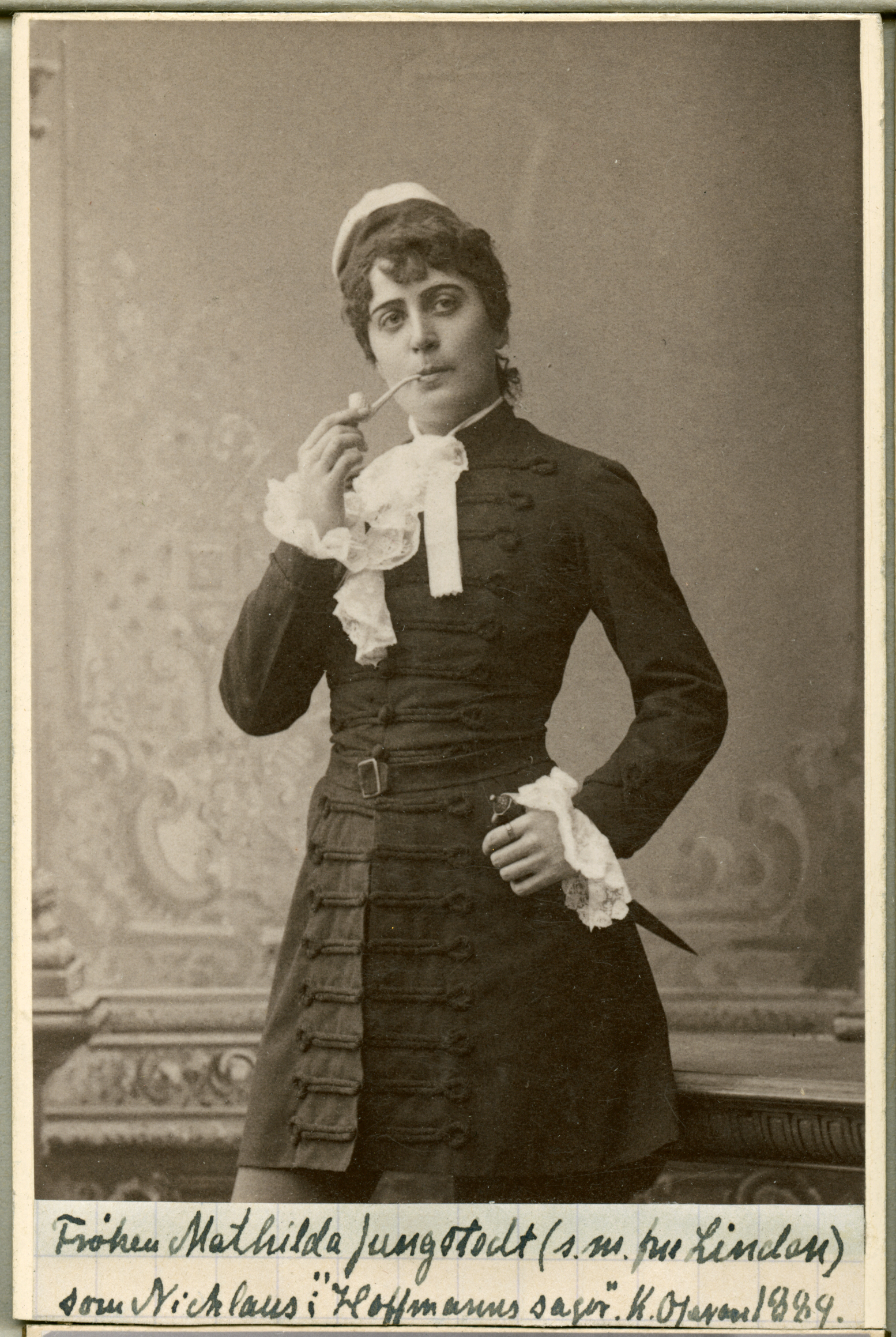
Matilda Jungstedt som Nicklaus på Stockholmsoperan 1889.

Den svenska premiären ägde rum på Nya Teatern i Stockholm den 18 december 1881 med operan i svensk översättning av Ernst Wallmark och med titeln Hoffmanns sagor. Den sattes upp på  Stockholmsoperan den 17 maj 1889 och den iscensattes åter med premiär den 4 maj 1912 i en fullständig version, nyöversatt av Emil Grandinson, den 16 september 1932, den 25 september 1952 och den 25 februari 1960 i ännu en nyöversättning av Alf Henrikson.
Verket sattes upp på Folkoperan med premiär den 26 oktober 1990., på Göteborgsoperan med premiär den 6 september 1997 och åter på Folkoperan med premiär 4 mars 2015
En filmatisering med samma titel i regi av Michael Powell och Emeric Pressburger hade premiär 1951.
Hoffmanns äventyr som drama efter E.T.A. Hoffmann med sånginslag av Elisabeth Söderström uruppfördes som marionettspel på den nygrundade Marionetteatern i Stockholm 1959. Marionetter och regi: Michael Meschke

## Olika versioner av operan
Under 1900-talet har verket uppförts i många olika versioner, vanligen i en prolog och tre akter samt en epilog (där prologen motsvarat den nuvarande indelningens akt I medan epilogen motsvarar akt V). Man har ibland låtit Giulietta- och Antoniaakterna byta plats. Än idag dyker okänt material upp till operan. År 1993 hittades flera hundra sidor av originalmanuskriptet i ett slott i Bourgogne. Några år tidigare hade man funnit originallibrettot i nationalarkivet i Paris. Fyndet gav ny karaktär år finalen: Giulietta försvinner inte, så som operan tidigare spelades, med Pittichinacchio i en gondol och lämnar kvar den förtvivlade Hoffmann, utan Hoffmann dödar Pittichinacchio och inser av Giuliettas bestörtning att dvärgen varit hennes älskare. Den här utökade akten uruppfördes den 24 januari 1999 i Hamburg och åtföljdes av bittra tvister om rätten till offentliggörandet.[källa behövs]
Offenbach fick aldrig se sin opera uppförd. Han dog den 5 oktober 1880, fyra månader före premiären, men efter att ha fullbordat klaverutdraget och orkestrerat prologen samt första akten. Som ett resultat av det existerar det olika utgåvor varav några överensstämmer föga med originalet. Versionen som framfördes vid urpremiären var sammansatt av Ernest Guiraud, efter att ha sammanfogat Offenbachs partitur och recitativ. Under decennierna fortsatte nya utgåvor att publiceras och med tiden har fokus skiftat till att åstadkomma autenticitet. En milstolpe var "Michael Kaye edition" från 1992 (första gången framförd på operan i Los Angeles 1988), men snart upptäcktes ytterligare originalmusik som publicerades 1999. 2011 släppte två konkurrerande förlag - ett franskt och ett tyskt - en gemensam utgåva som kommenterade och förenade forskningen under de senaste decennierna. Här är några av de olika utgåvor som cirkulerat sedan Offenbach dog:
- Tillägg av musik inte avsedd av Offenbach för operan:

Addition of extra music not intended by Offenbach for the opera
Vanligtvis väljer regissörer mellan två musiknummer i Giulietta-akten:
Arian "Scintille, diamant", byggd på en melodi från ouvertyren till Offenbachs operett Le Voyage dans la lune och insatt av André Bloch för en uppsättning i Monaco 1908.
Sextetten (ibland benämns som Septett, om kören räknas som en karaktär) av okänt ursprung, men innehållande delar av barcarollen.
- Ändring av följden på akterna:

De tre akterna, som berättar olika historier från Hoffmanns liv, är oberoende av varandra (med undantag för att Olympia nämns i Antonia-akten) och kan lätt byta plats utan att påverka handlingen. Offenbachs egen följd var Prolog-Olympia-Antonia-Giulietta-Epilog, men under 1900-talet uppfördes operan ofta med Giulietta-akten före Antonia-akten. På senare tid har originalföljden återupprättats men inte överallt. Huvudorsaken till bytet är att Antonia-akten är mer musikaliskt utförd.
- Akternas namn:

Namngivningen på akterna är omdiskuterad. I Tyskland är det vanligt att numrera prologen som akt 1 och epilogen som akt 5, med Olympia som akt 2, Antonia som akt 3 och Giulietta som akt 4.
- Ändringar i handlingen:

Operan har ibland uppförts (till exempel vid premiären på Opéra-Comique) utan Giulietta-akten, men med den berömda barcarollen från samma akt inlagd i Antonia-akten, och Hoffmanns aria "Amis! l'Amour tendre et rêveur" inlagd i epilogen. 1881, innan operan sattes upp i Wien, sattes Giulietta-akten tillbaka men modifierad så att kurtisanen inte dör  av förgiftning i slutet utan försvinner i en gondol med sin tjänare Pitichinaccio.
- Talad dialog eller recitativ:

På grund av reglerna för opéra-comique-genren innehåller operan mycket dialog, ibland ersatt av recitativ, och detta förlängde speltiden så mycket att några av akterna stuvades om (se ovan).
- Antalet sångare:

Offenbach avsåg att låta de fyra sopranrollerna sjungas av samma sångerska, då Olympia, Giulietta och Antonia är tre sidor av Hoffmanns onårbara kärlek Stella. På samma sätt skulle de fyra skurkarna (Lindorf, Coppélius, Miracle och Dapertutto) framföras av samme basbaryton, då de alla är ondskan personifierad. Medan dubbleringen av de fyra skurkarna är ganska vanlig använder de flesta uppsättningar olika sångerskor till sopranrollerna på grund av att varje roll kräver olika färdigheter: Olympia ska sjungas av en skicklig koloratursopran med höga höjdtoner, Antonia är skriven för en lyrisk röst och Giulietta framförs vanligen av en dramatisk sopran eller mezzosopran. Varje uppsättning där alla tre rollerna (fyra om rollen som Stella räknas in) sjungs av en och samma sopran anses som den största utmaningen i repertoaren för en lyrisk koloratursopran. Till de betydande sopraner som har sjungit alla tre rollerna räknas Karan Armstrong, Vina Bovy, Patrizia Ciofi, Edita Gruberová, Fanny Heldy, Catherine Malfitano, Anja Silja, Beverly Sills, Sonya Yoncheva, Luciana Serra, Ruth Ann Swenson, Carol Vaness, Faith Esham, Ninon Vallin och Virginia Zeani. Alla fyra roller har sjungits av Josephine Barstow, Sumi Jo, Mireille Delunsch, Diana Damrau, Julia Migenes, Elizabeth Futral, Marlis Petersen, Anna Moffo, Georgia Jarman, Elena Moșuc, Joan Sutherland, Olga Peretyatko, Patricia Petibon och Nicole Chevalier.
En nutida version med autentisk Offenbachmusik återskapades av den franska Offenbachforskaren Jean-Christophe Keck. En hyllad uppsättning av denna version sattes upp på operan i Lausanne. En annan utgåva av Michael Kaye iscensattes på Opéra National de Lyon 2013 med Patrizia Ciofi sjungande rollerna Olympia, Antonia och Giulietta ; samt på Hamburg State Opera med Elena Moșuc sjungande Olympia, Antonia, Giulietta och Stella 2007.
I början av 2016 meddelade Jean-Christophe Keck att han hade funnit och identifierat det kompletta partituret till Prologen och Olympia-akten med Offenbachs handstil och instrumenterad av Guiraud. Antonia-akten och epilogen finns i Bibliothèque nationale de France, medan Giulietta-akten är i familjen Offenbachs arkiv.

## Personer
| Roller                                           | Röststämma   | Premiärbesättning 10 februari 1881 (Dirigent: Jules Danbé) |
| ------------------------------------------------ | ------------ | ---------------------------------------------------------- |
| Hoffmann, en poet                                | tenor        | Jean-Alexandre Talazac                                     |
| Olympia, en mekanisk eller en animatronisk docka | sopran       | Adèle Isaac                                                |
| Antonia, en ung flicka                           | sopran       | Adèle Isaac                                                |
| Giulietta, en kurtisan                           | sopran       |                                                            |
| Stella, en sångerska                             | sopran       | Adèle Isaac                                                |
| Lindorf                                          | basbaryton   | Émile-Alexandre Taskin                                     |
| Coppélius                                        | basbaryton   | Émile-Alexandre Taskin                                     |
| Doktor Miracle                                   | basbaryton   | Émile-Alexandre Taskin                                     |
| Dapertutto                                       | basbaryton   |                                                            |
| Andrès                                           | tenor        | Pierre Grivot                                              |
| Cochenille                                       | tenor        | Pierre Grivot                                              |
| Frantz                                           | tenor        | Pierre Grivot                                              |
| Pitichinaccio                                    | tenor        |                                                            |
| Crespel, Antonias fader                          | baryton      | Hippolyte Belhomme                                         |
| Hermann, en student                              | baryton      | Teste                                                      |
| Wolfram, en student                              | tenor        | Piccaluga                                                  |
| Wilhelm, en student                              | basbaryton   | Collin                                                     |
| Luther                                           | baryton      | Étienne Troy                                               |
| Nathanaël, en student                            | tenor        | Chennevières                                               |
| Nicklausse                                       | mezzosopran  | Marguerite Ugalde                                          |
| Musan                                            | sopran       | Mole-Truffier                                              |
| Peter Schlémil, förälskad i Giulietta            | baryton      |                                                            |
| Spalanzani, en uppfinnare                        | tenor        | E. Gourdon                                                 |
| Rösten av Antonias moder                         | mezzosoprano | Dupuis                                                     |
| Kör: Studenter, gäster                           |              |                                                            |

## Handling
Operan utspelar sig i Tyskland och Venedig omkring år 1800. Hoffman berättar bokstavligen om sina bisarra äventyr. Han talar i prologen och epilogen och i de mellanliggande tre akterna åskådliggörs de äventyr han relaterar för studenterna i Luthers ölkällare i Nürnberg. Varje akt utgör ett fristående äventyr. Föreställningen varar omkring två timmar och 45 minuter.
Prolog

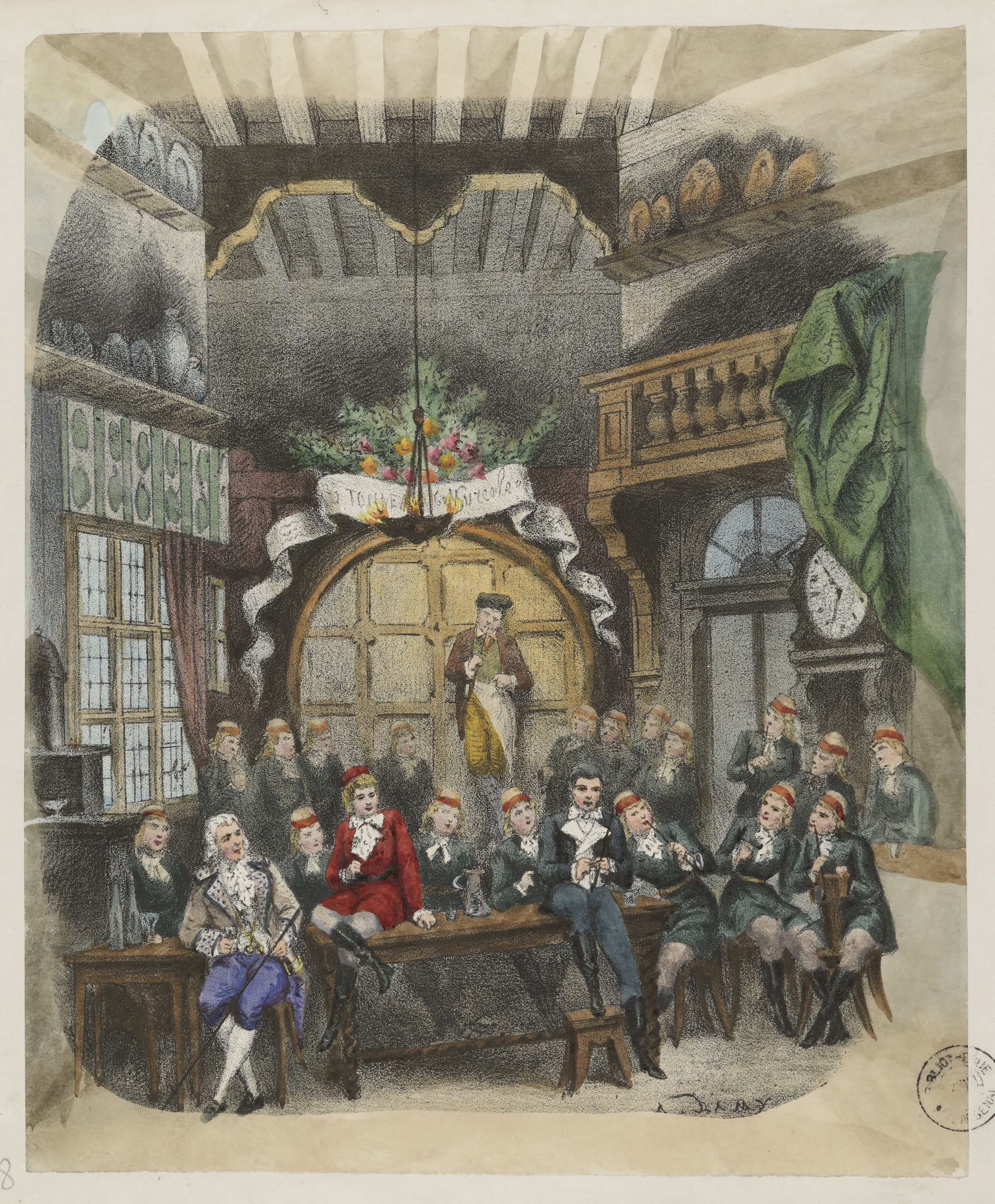
Prologen 1881

I Luthers vinstuga i Nürnberg inte långt från operan. Sångerskan Stella har återvänt till Berlin som stjärna och sjunger rollen som donna Anna i Mozarts Don Juan. Hoffmanns Musa fruktar att hennes skyddsling åter skall förälska sig i Stella och överge sitt kall. Hon ingår ett förbund med ölets och vinets andar och beblandar sig i studenten Nicklausses gestalt med ungdomarna. Hoffmann är djupt upprörd efter att ha sett Stella som donna Anna på scenen. Rådmannen Lindorf har slagit sig ned i Luthers vinstuga och i honom fruktar poeten en rival. Lindorf har snappat upp en biljett från Stella till Hoffmann, i vilken hon bifogar nyckeln till sin loge. Hon har tidigare avvisat hans närmanden. Lindorf köper biljetten för 40 daler. Han räknar med att Hoffmann efter vanligheten skall komma till vinstugan och dricka sig berusad med sina vänner och att Stella skall bli mer benägen att lyssna till Lindorf om hon ser Hoffmann i det tillståndet. Hoffmann underhåller sina studenter genom att sjunga den sorgliga visan om Kleinzach (Il était une fois à la cour d'Eisenach). Det blir en tvist mellan den självsäkre Lindorf och den osäkre Hoffmann, som dock biläggs när Hoffmann talar om för sina tre vänner att de älskar en själlös docka (Olympia), en hjärtlös men dödsmärkt sångerska (Antonia) och en skamlös kurtisan (Giulietta). Alltsammans syftar på en enda kvinna, på Stella. På operan börjar andra akten av Don Juan. Men Hoffmann börjar berätta om sina tre kärleksupplevelser för studenterna.
Akt I: Olympia

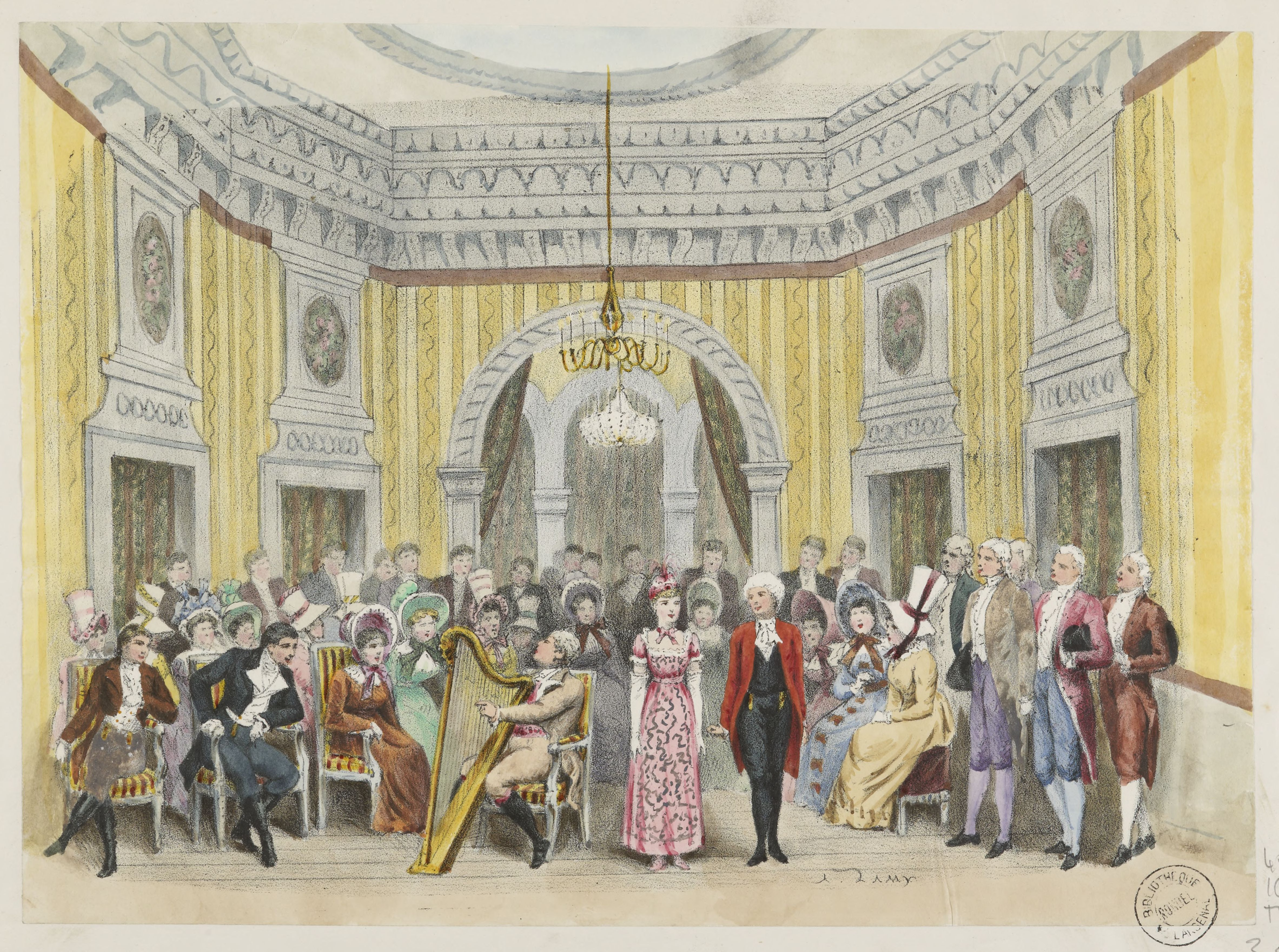
Olympia-akten 1881.

Ett fysikrum. Fysikern Spalanzani har framställt en mekanisk docka vid namn Olympia. När man drar upp den kan den säga "ja" och "nej", dansa och sjunga en aria. Han har tänkt tjäna pengar genom att förevisa denna, eftersom han har lidit svåra förluster vid sin bankirs bankrutt. De verklighetstrogna ögonen har han fått från optikern Coppélius. När denne kräver 500 dukater i betalning betalar Spalanzani med en växel som saknar täckning. Hoffmann har på avstånd sett Olympia och förälskat sig i henne i tron att hon är Spalanzanis dotter. Hans vän Nicklausse varnar honom för Spalanzani men Hoffmann lyssnar inte. Coppélius säljer en lornjett till poeten, genom vilken poeten bara ser det han vill se, i det här fallet att dockan Olympia är älskvärd, levande och har känslor. Olympias debut inför de inbjudna gästerna blir till en stor framgång, i synnerhet den verkningsfulla föredragningen av en koloraturaria. som tyvärr är så lång att hon måste dras upp emellanåt (Les oiseaux dans la charmille). Hoffmann bekänner sin kärlek till Olympia och öppnar balen genom att dansa med henne. Men automaten går sönder. Olympia virvlar runt i rasande fart och kastar Hoffmann till marken. Lornjetten går sönder. Under tiden har Coppélius upptäckt att Spalanzani har bedragit honom, och hämnas genom att förstöra dockan. Alla börjar skratta och håna Hoffmann. Först nu öppnas Hoffmanns ögon.
Akt II: Antonia

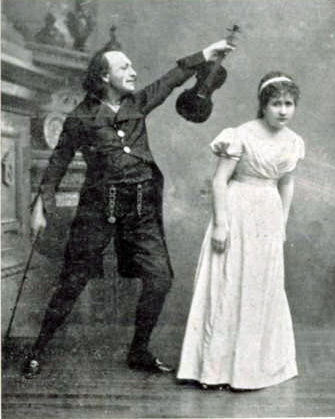
Émile-Alexandre Taskin som doktor Miracle och Adèle Isaac som Antonia vid premiären 1881.

Ett rum med en cembalo. Hoffmann har återfunnit Antonia, som är dotter till en berömd sångerska och violinisten Crespel. Hon var en gång förlovad med Hoffmann, men försvann plötsligt. Fadern fruktade att dottern, som led av samma lungsjukdom som modern, skulle dö när Hoffmann återuppväckte hennes längtan till sången. Antonia fogade sig i faderns vilja, utan att veta varför. Crespel håller sin dotter gömd av fruktan för två män: den unge Hoffmann och den onde doktor Miracle, som han menar tog livet av hans hustru. Innan han går ut ger han sin döve tjänare Franz order att inte släppa in någon medan han är borta, men Hoffmann lyckas ändå. Antonia sitter vid pianot. På väggen hänger en bild av hennes mor. Antonia nynnar och kan inte hålla sitt löfte till fadern. Hoffmann får av en slump veta orsaken till att Antonia måste avhålla sig från att sjunga och ber henne därför ge upp sina konstnärliga ambitioner och bli hans hustru. Trots faderns varningar sjunger hon en kärlekssång med Hoffmann men måste avbryta så hon inte orkar längre (C'est une chanson d'amour). Då Crespel kommer med doktorn gömmer Hoffmann sig. Miracle hävdar att han kan bemästra alla sjukdomar, men Crespel vill bara bli av med honom, vilket också lyckas. Men Miracle, vars läkekonst redan har lett till döden för Antonias mor, dyker upp igen bakom en stol när Antonia är lämnad ensam. Han intalar Antonia att hon inte får offra sin lysande begåvning för en borgerlig tillvaro som Hoffmans fru. Till slut manar han fram hennes mors stämma och bilden på väggen uppmanar dottern att sjunga. Antonia ger efter och Miracle ackompanjerar henne på violinen med ett demoniskt spel tills hon plötsligt faller livlös ned och dör. Bilden på väggen upplöses och Miracle försvinner. Crespel och Hoffmann störtar in. Crespel tror att Hoffmann är den skyldige och försöker döda honom, men Nicklausse sliter dolken från honom. Miracle kommer också, men bara för att konstatera att Antonia är död.
Akt III: Giulietta

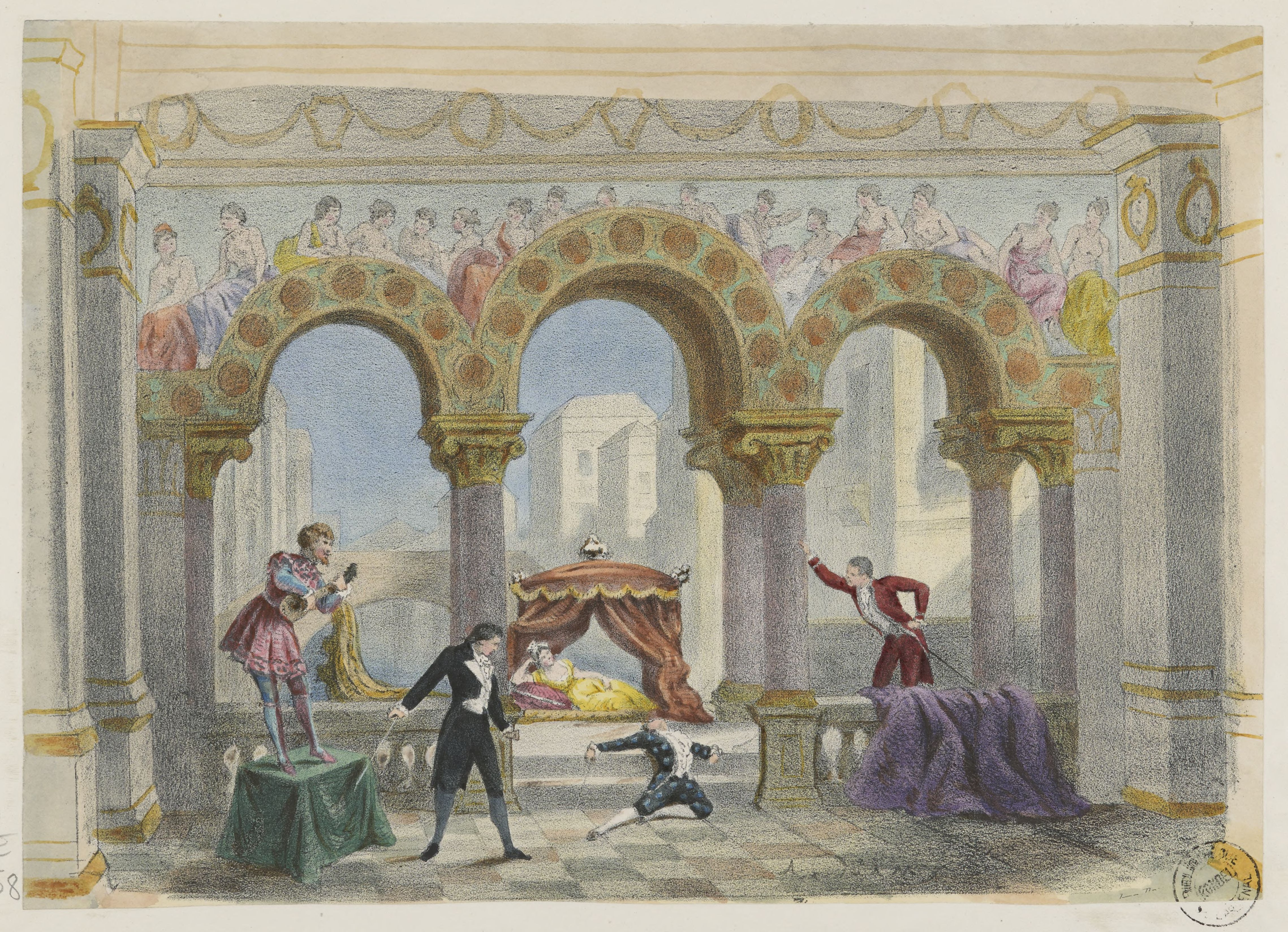
Giulietta-akten 1881.

Kurtisanen Giuliettas palats i Venedig. I sin älskare Peter Schlemils frånvaro håller den venetianska kurtisanen Giulietta en fest dit hon också har inbjudit Hoffmann och Nicklausse (Belle nuit, o nuit d'amour). Denne fruktar att Hoffmann skall förälska sig i kurtisanen men under festen återvänder Schlemil oväntat. Giulietta står under den demoniske Dapertuttos inflytande. Denne har redan tvingat henne att stjäla Schlemils spegelbild och nu ber han Giulietta skaffa honom Hoffmanns spegelbild (Scintille, diamant). Hoffmann har spelat bort allt han äger och tar kyligt avsked av Giulietta, men hon vet hur hon skall egga honom så att han lovar henne sin spegelbild i utbyte mot hennes kärlek. Schlemil har dock fortfarande nyckeln till hennes gemak och det uppstår strid. Dappertutto står beredd och ger Hoffmann sin värja. Under duellen dödar Hoffmann Schlemil och tar nyckeln. Men han får aldrig någon användning för den. Hoffmann lovar Giulietta sin spegelbild. Hon uppmanar honom att fly, eftersom han är eftersökt för mordet på Schlemil. När Hoffmann inser att han har förlorat sin spegelbild, men utan att vinna Giuliettas kärlek, vill han döda henne men sticker istället ned den vanskapte Pittichinacchio, kurtisanens verklige älskare.
Epilog: Stella
Luthers vinstuga. Alla har uppmärksamt lyssnat till Hoffmanns berättelser. När Hoffmann har avslutat sina berättelser har även operaföreställningen nått sitt slut och utanför hörs hyllningsrop till Stella. Då säger Lindorf triumferande att Stella tillhör honom. Hoffmann tror detta och dränker förtvivlad sin sorg i punsch. Då Stella kommer för att söka efter Hoffmann, ligger han dödfull över ett bord. Besviken lämnar hon rummet tillsammans med Lindorf. Den enda som inte överger Hoffmann är hans musa.

## Musiknummer
Prolog
- 1. Prélude.
- 2. Introduction et Couplets: "Glou! Glou!... La vérité, dit-on, sortait d'un puits" (La Muse, Chorus).
- 3. Récitatif: "Le conseiller Lindorf, morbleu!" (Lindorf, Andrès).
- 4. Couplets: "Dans les rôles d'amoureux langoureux" (Lindorf).
- 5. Scène et Choeur: "Deux heures devant moi... Drig, drig" (Lindorf, Luther, Nathanaël, Hermann, Wilhelm, Wolfram, Chorus).
- 6. Scène: "Vrai Dieu! Mes amis" (Hoffmann, Nicklausse, Lindorf, Luther, Nathanaël, Hermann, Wilhelm, Wolfram, Chorus).
- 7. Chanson: "Il était une fois à la cour d'Eisenach!" (Hoffmann, Lindorf, Luther, Nathanaël, Hermann, Wilhelm, Wolfram, Chorus).
- 8. Scène: "Peuh! Cette bière est détestable" (Hoffmann, Nicklausse, Lindorf, Luther, Nathanaël, Hermann, Wilhelm, Wolfram, Chorus).
- 9. Duo et Scène: "Et par où votre Diablerie" (Hoffmann, Nicklausse, Lindorf, Luther, Nathanaël, Hermann, Wilhelm, Wolfram, Chorus).
- 10. Final: "Je vous dis, moi" (Hoffmann, Nicklausse, Lindorf, Luther, Nathanaël, Hermann, Wilhelm, Wolfram, Chorus).

Akt 1: Olympia
- 11. Entracte.
- 12. Récitatif: "Allons! Courage et confiance!" (Hoffmann).
- 13. Scène et Couplets: "Pardieu! J'étais bien sur" (Nicklausse, Hoffmann).
- 14. Trio: "C'est moi, Coppélius" (Coppélius, Hoffmann, Nicklausse).
- 15. Scène: "Non aucun hôte vraiment" (Hoffmann, Nicklausse, Cochenille, Olympia, Spallanzani, Chorus).
- 16. Chanson: "Les oiseaux dans la charmille" (Olympia, Chorus).
- 17. Scène: "Ah! Mon ami! Quel accent!" (Hoffmann, Nicklausse, Cochenille, Olympia, Spallanzani, Chorus).
- 18. Récitatif et Romance: "Ils se sont éloignés enfin!" (Hoffmann, Olympia).
- 19. Duo: "Tu me fuis?" (Hoffmann, Nicklausse, Coppélius).
- 20. Final: "En place les danseurs" (Hoffmann, Nicklausse, Coppélius, Cochenille, Olympia, Spallanzani, Chorus).

Akt 2: Antonia
- 21. Entracte.
- 22. Rêverie: "Elle a fui, la tourterelle" (Antonia).
- 23. Couplets: "Jour et nuit" (Frantz).
- 24. Récitatif: "Enfin je vais avoir pourquoi" (Hoffmann, Nicklausse).
- 25. Air: "Vois sous l'archet frémissant" (Nicklausse).
- 26. Scène: "Ah! J'ai le savais bien" (Hoffmann, Antonia).
- 27. Duo: "C'est une chanson d'amour" (Hoffmann, Antonia).
- 28. Trio: "Pour conjurer le danger" (Hoffmann, Crespel, Miracle, Antonia).
- 29. Trio: "Tu ne chanteras plus?" (Miracle, Antonia, Le Fantôme)
- 30. Final: "Mon enfant, ma fille! Antonia!" (Crespel, Antonia, Hoffmann, Nicklausse, Miracle).

Akt 3: Giulietta
- 31. Entracte.
- 32. Barcarolle: "Messieurs, silence!... Belle nuit, ô nuit d'amour" (Hoffmann, Nicklausse, Giulietta, Chorus).
- 33. Chant Bacchique: "Et moi, ce n'est pas là, pardieu!... Amis, l'amour tendre et rêveur" (Hoffmann, Nicklausse).
- 34. Mélodrame (Musique-de-scène).
- 35. Chanson: "Tourne, tourne, miroir" (Dappertutto).
- 36. Mélodrame (Musique-de-scène).
- 37. Scène: "Giulietta, palsambleu!" (Hoffmann, Nicklausse, Dappertutto, Pittichinaccio, Giulietta, Schlémil, Chorus).
- 38. Récitatif et Romance: "Ton ami dit vrai!... Ô Dieu, de quelle ivresse" (Hoffmann, Giulietta).
- 39. Duo: "Jusque-là cependant" (Hoffmann, Giulietta).
- 40. Final: "Ah! Tu m'as défiée" (Hoffmann, Nicklausse, Dappertutto, Pittichinaccio, Giulietta, le capitaine des sbires, Chorus).

Epilog: Stella
- 41. Entracte.
- 42. Chœur: "Folie! Oublie tes douleurs!" (Luther, Nathanaël, Hermann, Wilhelm, Wolfram, Chorus).
- 43. Chœur: "Glou! Glou! Glou!" (Hoffmann, Nicklausse, Lindorf, Luther, Nathanaël, Hermann, Wilhelm, Wolfram, Chorus).
- 44. Couplet: "Pour le cœur de Phrygné" (Hoffmann, Chorus)
- 45. Apothéose: "Des cendres de ton cœur" (Hoffmann, La Muse, Lindorf, Andrès, Stella, Luther, Nathanaël, Hermann, Wilhelm, Wolfram, Chorus).

Arian "Chanson de Kleinzach" i prologen bygger på novellen "Klein Zaches, genannt Zinnober" från 1819. Barcarollen "Belle nuit, ô nuit d'amour" i Giulietta-akten är operans mest kända nummer och Offenbach lånade musiken från sin tidigare opera Die Rheinnixen (Franska: Les Fées du Rhin).

## Diskografi (urval)
- Les Contes d'Hoffmann. Sutherland, Domingo, Tourangeau, Bacquier. Radio Suisse Romande & Laussanne Pro Art Choir. Suisse Romande Orchestra. Bonynge, dirigent. Decca (ADD) 417 363-2. 2cd. Inspelad 1971.    [26]